# Сфероид
Сфероидът е повърхнина в тримерното пространство, образувана при въртене на елипса по главната ѝ ос.
Определя се също като симетричен елипсоид, т.е. елипсоид на който двете главни оси имат еднаква дължина.
{\displaystyle {\frac {X^{2}}{{a_{x}}^{2}}}+{\frac {Y^{2}}{{a_{y}}^{2}}}+{\frac {Z^{2}}{b^{2}}}={\frac {X^{2}+Y^{2}}{a^{2}}}+{\frac {Z^{2}}{b^{2}}}=1},
където {\displaystyle a_{x}}, {\displaystyle a_{y}} и {\displaystyle b} са радиусите на елипсоида по трите оси X, Y и Z.
Ако въртящата се елипса е окръжност, тогава се получава сфера.

## Основни формули
- Площ на сфероида:

{\displaystyle 2\pi a\left(a+{\frac {b^{2}}{\sqrt {a^{2}-b^{2}}}}\ln \left({\frac {a+{\sqrt {a^{2}-b^{2}}}}{b}}\right)\right)} (сплеснат)
{\displaystyle 2\pi a\left(a+{\frac {b^{2}}{\sqrt {b^{2}-a^{2}}}}\arcsin \left({\frac {\sqrt {b^{2}-a^{2}}}{b}}\right)\right)} (разтеглен)
- Обем:

{\displaystyle {\frac {4}{3}}\pi a^{2}b.\,\!}
{\displaystyle o\!\varepsilon \,\!} – ъглов ексцентрицитет
{\displaystyle o\!\varepsilon =\arccos \left({\frac {b}{a}}\right)=2\arctan \left({\sqrt {\frac {a-b}{a+b}}}\right)\quad \mathrm {} } (сплеснат)
{\displaystyle =\arccos \left({\frac {a}{b}}\right)=2\arctan \left({\sqrt {\frac {b-a}{b+a}}}\right)\quad \mathrm {} } (разтеглен)
(sin(oε) е ексцентрицитетът „e“)

## Примери
Земята, чиято форма е геоид, се представя в приближение като сплеснат симетричен елипсоид (сфероид), където {\displaystyle {{\frac {a}{b}}\approx {\frac {301}{299}}}}.